# Aeroportul Ubari
Aeroportul Ubari (IATA: QUB, ICAO: HLUB) este un aeroport din Districtul Wadi Al Hayaa, Libia ce deservește zona Ubari. A fost numit după zona deservită.
Situat la o altitudine de 466 m, aeroportul dispune de o singură pistă.